# Canassor
Canassor (em armênio: Խանասոր; romaniz.: Xanasor), Canassur (խանասուր, Xanasur) ou Canessur (Խանեսուր, Xanesur) é uma aldeia da Armênia Ocidental, atualmente situada no distrito de Bascale, na província de Vã, na Turquia. Estava situada a 11 quilômetros a nordeste do Mosteiro de São Bartolomeu, na encosta da montanha, na fronteira entre o Irã e a Turquia, perto do passo montanhoso homônimo. A cinco quilômetros a sudeste da aldeia, na margem de um riacho na bacia do rio Salmas, fica uma fortaleza homônima historicamente associada a ela.